# Philippe Veranneman de Watervliet
Philippe Jean Ignace Veranneman de Watervliet (Brugge, 3 december 1787 - Hertsberge, 9 maart 1844) was een politicus uit de Zuidelijke Nederlanden, lid van de Tweede Kamer der Staten Generaal ten tijde van het Verenigd Koninkrijk der Nederlanden, en burgemeester van Brugge.

## Familiegegevens
Jonkheer Veranneman stamde uit een notabele familie afkomstig uit Zeeland en bekend als heren van Watervliet. De eerste geregistreerde adelbrieven van de familie dateerden van 1731, toen de betovergrootvader van Philippe, 'voor zoveel als nodig' door keizer Karel VI in de adelstand werd bevestigd. Philippe was de zoon van Jean-Charles Veranneman en van Emerence Pardo de Fremicourt, laatste vertegenwoordigster van deze Spaans-Brugse familie. Hij was in 1817 gehuwd met de dertien jaar jongere Hortense de Peellaert (Brugge, 1800 - Oostkamp, 1852), dochter van de Comte d'Empire Anselme de Peellaert en van Isabelle gravin d'Affaytadi de Ghistelles. Ze kregen vier kinderen, met afstammelingen tot heden.
Hij mag niet verward worden met zijn oom en naamgenoot, Philippe Joseph Jean Veranneman de Watervliet (1761-1815), de auteur van een 'Traité de la souveraineté'.

## Levensloop
Veranneman bereikte de volwassen leeftijd in de laatste jaren van het empire en leek onder het Verenigd Koninkrijk der Nederlanden voorbestemd voor een aanzienlijke loopbaan.
- Vanaf maart 1814 werd hij lid van het voorlopig bestuur van het departement van de Leie, voorloopster van de bestendige deputatie.
- Het jaar daarop werd hij lid van de Provinciale Staten van West-Vlaanderen.
- In 1817 werd hij gemeenteraadslid van Brugge, tot hij het jaar daarop ontslag nam.
- Van 1818 tot 1820 was hij commissaris voor het district Torhout.
- In 1820 werd hij bestendig afgevaardigde of lid van de Gedeputeerde Staten, tot in 1823 (of 1828).
- In 1823 werd hij districtscommissaris voor het district Brugge, tot in 1828.
- In 1828 werd hij burgemeester van Brugge (benoemd in oktober 1827), in opvolging van Karel Aeneas de Croeser.
- Datzelfde jaar werd hij tot lid van de Tweede Kamer der Staten-Generaal verkozen voor het arrondissement Brugge.

Dat hij tot de voorstanders van het nieuwe koninkrijk behoorde, bleek toen hij in 1816 tot de eerste lichting behoorde van degenen die hun oude adellijke titels, afgeschaft door de Franse republiek, door Willem I weer lieten bevestigen. Hij werd dan ook onmiddellijk opgenomen in de Ridderschap van de provincie West-Vlaanderen.
Tijdens de cruciale dagen van augustus - september 1830 was hij niet in Brugge, maar nam hij deel aan de zittingen van de Tweede Kamer in Den Haag. Toen hij nadien in het onafhankelijk geworden België terugkeerde, bleek hij niet langer persona grata. Zijn plaats op het stadhuis was ad interim ingenomen door Jean-Baptiste Coppieters 't Wallant en Veranneman ondernam geen pogingen om ze terug te winnen. Hij nam ontslag op 22 oktober 1830 en trok zich terug op zijn kasteel in Hertsberge, waar hij op zevenenvijftigjarige leeftijd overleed.
Men heeft geschreven dat Veranneman in ongenade was gevallen bij de revolutiegezinden, omdat hij orangist was. De historici Albert De Jonghe, Arnoldus Smits o.s.b. en Els Witte hebben dit betwijfeld. Veranneman behoorde immers in de Tweede Kamer tot de oppositie tegen de regering. Hij nam zelfs in augustus 1830 het initiatief een petitie te richten tot de koning namens de stad Brugge, teneinde op bestuurlijke scheiding tussen Noord en Zuid aan te dringen. Hij was pas in juli 1830 opnieuw als Kamerlid bevestigd door de kiezers, die hem om zijn oppositie waardeerden.
De reden dat hij in november 1830 niet als burgemeester herkozen werd, moet vooreerst te zoeken zijn in zijn eigen ontslag en vervolgens in de wens van de kiezers (het kiezerskorps bestond uit minder dan 500 burgers) om een nieuwe periode in te luiden. Veranneman had zijn opdracht in Den Haag belangrijker geacht dan het besturen van zijn stad in moeilijke dagen. Dat had zijn plaatsvervanger Coppieters voortreffelijk gedaan en daarom gaf men aan hem de voorkeur om voortaan de stad verder te leiden.